# Marie-Laurence Jungfleisch
Marie-Laurence Jungfleisch (París, 7 de octubre de 1990) es una deportista alemana que compite en atletismo, especialista en la prueba de salto de altura.
Ganó una medalla de bronce en el Campeonato Europeo de Atletismo de 2018. Participó en dos Juegos Olímpicos de Verano, en los años 2016 y 2020, ocupando el séptimo lugar en Río de Janeiro 2016, en su especialidad.

## Palmarés internacional
| Campeonato Europeo | Campeonato Europeo | Campeonato Europeo | Campeonato Europeo |
| Año                | Lugar              | Medalla            | Prueba             |
| ------------------ | ------------------ | ------------------ | ------------------ |
| 2018               | Berlín (Alemania)  | Medalla de bronce  | Salto de altura    |